# Colli di Rimini Rebola dolce
Il Colli di Rimini Rebola dolce è un vino DOC la cui produzione è consentita nella provincia di Rimini.

## Caratteristiche organolettiche
- colore: dal paglierino all'ambrato
- odore: caratteristico, delicato, fruttato
- sapore: dolce, gradevole, caratteristico

## Produzione
Provincia, stagione, volume in ettolitri
- Nessun dato disponibile